# Medio intersticial
Término ecológico que delimita el hábitat endobentónico de los ecosistemas acuáticos y cuyos habitantes ocupan resquicios y huecos naturales del suelo submarino. 
Los organismos intersticiales son únicamente aquellos que, gracias a su tamaño y a enormes modificaciones fisiológicas (intersticomorfismos), son capaces de ocupar los intersticios oceánicos. Los organismos endobentónicos que ocupan huecos de propia factura (como poliquetos grandes o escafópodos) no se consideran intersticiales. Este nombre se aplica sólo a los que ocupan huecos, resquicios y microfisuras naturales.
Existen muchos taxones que habitan exclusivamente en los intersticios, y otros muchos que presentan varias especies intersticiales y otras no intersticiales. 
Ejemplos de animales intersticiales son, entre otros:
- Todos los...
  - Placozoos
  - Gnatostomulidos
  - Gastrotricos
  - Quinorrincos
- algunos...
  - Loricíferos
  - Nematodos
  - Poliquetos (pequeños)
  - Sipuncúlidos
- y larvas de...
  - Nematodos
  - Artrópodos
  - Moluscos
  - Hemicordados
  - Peces